# Dorothea Jordan
Dorothea Jordan, även kallad Dorothy och Dora, ursprungligen Dorothea Bland, född 21 november 1761, död 5 juli 1816, var en irländsk skådespelerska, känd för sitt förhållande med kung Vilhelm IV av Storbritannien.

## Biografi
Dorothea Jordan föddes nära Waterford som dotter till Francis Bland och skådespelerskan Grace Phillips. Fadern övergav familjen 1774. Hon blev skådespelerska för att försörja sina syskon och gjorde scendebut 1777. Hon blev berömd, omtalades särskilt för sina vackra ben och agerade ofta i byxroller.
Jordan antog namnet "Mrs. Jordan" då hon kom till England, trots att hon aldrig gifte sig, då det var aningen mer respektabelt att vara gift om man ägnade sig åt skådespeleri; hon tog namnet efter Jordanfloden som metafor för sin flytt över irländska sjön. Hon beskrevs som vacker, kvick och intelligent. Hon var anställd vid Drury Lane Theatre mellan 1785 och 1809. 
Dorothea Jordan hade förhållanden med teaterdirektören i Cork, Richard Daly, löjtnanten Charles Doyne, teaterdirektören Tate Wilkinson, George Inchbald och advokaten Sir Richard Ford, med vilken hon levde 1786–1791. Hon blev år 1791 den senare Vilhelm IV:s älskarinna och de fick minst tio barn utom äktenskapet, som erhöll efternamnet FitzClarence efter Vilhelm IV:s (Williams) titel, hertig av Clarence:
1. George Augustus (1794–1842), fick titeln Earl av Munster 1831.
2. Henry Edward (1795–1817)
3. Sophia (1796–1837)
4. Mary (1798–1864), som gifte sig med Charles Richard Fox
5. Frederick (1799–1854)
6. Elizabeth (1801–1856)
7. Adolphus (1802–1856)
8. Augusta (1803–1865)
9. Augustus (1805–1854)
10. Amelia (1807–1858)

Dorothea Jordan levde med Vilhelm i Bushy House utanför London, visade sig med honom offentligt men ägnade sig inte åt hovintriger och politik utan fortsatte sin skådespelarkarriär. Då paret separerade 1811 fick han vårdnaden över deras söner medan hon fick underhåll och vårdnaden om deras döttrar.
Underhållet betalades ut endast så länge hon inte var aktiv vid scenen. Då hon år 1814 återvände till scenen för att hjälpa en av sina svärsöner att betala av en skuld, fråntog Vilhelm henne underhållet och vårdnaden om sina döttrar. Hon flydde år 1815 undan sina kreditorer till Frankrike, där hon avled ett år senare.

## Ättlingar
Bland hennes mer kända ättlingar kan nämnas:
- John Crichton-Stuart, 7:e markis av Bute (född 1958), före detta racerförare.
- David Cameron (född 1966), ledare för Konservativa partiet, premiärminister.